# اوکلند (رود آیلند)
اوکلند (به انگلیسی: Oakland) یک منطقهٔ مسکونی در ایالات متحده آمریکا است که در Burrillville واقع شده‌است.